# Mactea avocettina
Mactea avocettina là một loài ruồi trong họ Asilidae. Mactea avocettina được Richter & Mamaev miêu tả năm 1976. Loài này phân bố ở vùng Cổ Bắc giới.